# Фиксированные эффекты с индивидуальными наклонами
Фиксированные эффекты с индивидуальными наклонами (англ. Fixed effects with invidual-specific slopes, fixed effects with individual slopes, FEIS, FE-IS) — разновидность регрессионного анализа на панельных данных с фиксированными эффектами, позволяющая получать оценки не только индивидуального эффекта в общей константе модели (как делает стандартная FE-модель), но и вводить характерные для индивидов в выборке наклоны для независимой переменной. FEIS-оценки были впервые введены в статье (Polachek, Kim, 1994).

## Формальный вид
Дж. Вулдридж обобщил предложенный в (Polachek, Kim, 1994) способ оценки с индивидуальными наклонами так, что стандартные FE-оценки были рассмотрены как частный случай FEIS-оценок. Если общая FEIS-модель выглядит следующим образом: 
где {\displaystyle y_{it}} — отклик, {\displaystyle x_{it}} и {\displaystyle w_{it}} — наблюдаемые изменяющиеся во времени предикторы, {\displaystyle \beta } — регрессионные коэффициенты при них, {\displaystyle a_{i}} — ненаблюдаемые индивидуальные эффекты, а {\displaystyle \epsilon _{it}} — регрессионные остатки, то стандартная FE-модель равносильна выше изложенной при {\displaystyle w_{it}=1}.

## Применение
Эксперименты по методу Монте-Карло показали, что оценки FEIS более приемлемый выбор, нежели стандартные FE в случае, если допущение о параллельности трендов независимых переменных для разных индивидов не работает.
В Stata модель FEIS реализована через дополнение xtfeis.ado.